# Den byzantinske billedstrid
Den byzantinske billedstrid var i 700- og 800-tallet
en strid mellem modstandere (ikonoklaster) og tilhængere (ikonolatrer, ikonoduler) af billeder i kirkerne.
I den østerlandske kirke gik
ærbødigheden for billederne nogle steder over
til billeddyrkelse.
Dette var en gru for jøder og muslimer,
og 723 bød kaliffen Jesid II, at billederne skulle fjernes
fra kirkerne i hans rige.   Leo III Isaureren (af "Den Syriske slægt", (no)) var
dengang græsk kejser, og hans afsky for billederne
var lige så stor som hans fjende Jesid II’s,
men der var en god portion politik
bag ved denne følelse. 726 forbød han at
knæle for billederne, og 730 bød han, at de
skulle fjernes fra kirkerne eller overmales.
På kejserens side stod hæren, mod ham var
munkene og lægfolket, især kvinderne, og de
støttedes af den store dogmatiker, Johannes fra
Damaskus (død o. 750)
og af de kirkeligsindedes hovedpart. 
Paverne i Rom tog bestemt afstand fra den
billedfjendske kejser, og billedstriden førte til et afgjort
brud mellem Konstantinopel og Rom og kastede
paven over i frankernes arme.
Kejser Leos søn og efterfølger, Konstantinos V Kopronymos
(741-75), gik i faderens spor, og synoden i
Konstantinopel (754) lyste anatema over alle
billedvenner. Konstantinos’
svigerdatter, kejserinde Irene, var billedven;
hun sammenkaldte synoden i Nikæa 787, hvor
billederne sejrede.
I begyndelsen af 9. århundrede åbnede
kejser Leo V Armenier atter billedstormen,
som varede ved, indtil atter en kvinde,
kejserinde Theodora, fik synoden i Konstantinopel
842 til at udtale anatema over alle
billedfjender. Til minde om
billedernes sejr og som sejrsfest over alle
kætterier fejredes hvert år i den østerlandske
kirke 19. februar som ortodoksiens fest;
den blev senere henlagt til 1. søndag i advent.
Se også
- Billedforbud – Ikonoklasme